# AUM-N-2 Petrel
Le AUM-N-2 Petrel, connu sous les noms de Kingfisher C et AUM-2, était un missile air-sol conçu pour frapper des navires et des sous-marins en surface. Ce missile, développé dans le cadre du Project Kingfisher (en), permettait aux avions de lancer des torpilles à distance des défenses ennemies. Malgré un service opérationnel limité de 1956 à 1959, le Petrel n’a jamais été une priorité pour la marine américaine en raison de l'émergence des sous-marins nucléaires.
Développé par l'U.S. Navy Bureau of Ordnance (en) à partir d'août 1944, le missile mesurait 7,32 m de long et pesait 1724 kg. Il était propulsé par un turboréacteur Fairchild J44 fournissant 4,45 kn de poussée, atteignant une vitesse de 603 km/h. L'AUM-N-2 utilisait un système de guidage radar semi-actif, et sa charge militaire consistait en une torpille Mark 41.
Les tests ont commencé en 1951, et la production s'est achevée en 1957. Le missile a été utilisé principalement par le Lockheed P-2 Neptune et a été retiré du service en 1959, remplaçant certains exemplaires par des drones cibles sous la désignation AQM-41A.

## Caractéristiques techniques
Caractéristiques et spécifications techniques du missile AUM-N-2 Petrel
Caractéristiques techniques
Origine : États-Unis
Type : Missile anti-navire
Utilisateurs : United States Navy
Service : 1956–1959
Constructeur : Fairchild Guided Missiles Division
Date de production : 1954–1957
Propulsion : JP-4 (ergol)
Moteur : Turboréacteur Fairchild J44
Poussée du moteur : 4,45 kN
Guidage : Radar semi-actif
Spécifications techniques
Masse au lancement : 1 724 kg
Longueur : 7,32 m
Diamètre : 0,61 m
Envergure : 4,01 m
Vitesse : 603 km/h
Portée : 37 km
Charge militaire : Torpille Mark 41
Plateformes de lancement : Lockheed P-2 Neptune, Grumman S2F Tracker
Cibles visées : Navires de surface, sous-marins en surface